# Conte (Literatur)
Der Conte (französisch [kõ:t], „Erzählung“, „Märchen“) ist eine literarische Erzählform. Er wird meist zwischen dem Roman und der Novelle angesiedelt, eine nähere Gattungsbestimmung ist aber erst durch die nähere Charakterisierung verschiedener Einzelmerkmale möglich. Der Conte wird oft mit dem Märchen gleichgesetzt, wenngleich Unterschiede existieren. 
Der Dit und der Fabliau sind mit dem Conte verwandt. 

### Allgemein
- Artikel Conte. In: Dieter Burdorf et al. (Hrsg.): Metzler Lexikon Literatur. Begriffe und Definitionen. Metzler, Stuttgart 2007, ISBN 978-3-476-01612-6, S. 134.

### Werke
- Aulnoy, Madame de: Les Contes des Fées. 1698.
- Balzac, Honoré de: Les Contes drôlatiques. 1855.
- Marmontel, Jean-François: Contes moreaux. 1761–1786.